# ソード・ワールドSFC
『ソード・ワールドSFC』とは、1993年にT&E SOFTにより制作されたスーパーファミコン用ソフトウェアである。ソード・ワールドとは、TRPGのルールの1つであり、本作は、このルールによってゲームが進行する。また、SFCとは、スーパーファミコンを略したものである。すなわち、スーパーファミコン版のソード・ワールドという意味。なお、ソード・ワールドSFCには、第1作目の『ソード・ワールドSFC』と第2作目の『ソード・ワールドSFC2 いにしえの巨人伝説』があるので、区別のため、以降1作目は「ソード・ワールドSFC1」、2作目は「ソード・ワールドSFC2」と表記する。

## 特徴
ソード・ワールドSFC1、ソード・ワールドSFC2は、共にジャンルは、コンピュータRPGである。一般的なコンピュータRPGとは違い、主人公は特別な英雄ではなく世界に大勢いるごく普通の冒険者の1人であり、それぞれのキャラクターの体格（筋力）に適合した武器や鎧や盾などしか装備出来ないなど、比較的リアルなシステムとなっている点にある。また、モンスター（人間を含む）を倒したことによって得られる経験値（本作では、これを経験点と呼ぶので、以降は経験点という呼称を用いる）が、一般的なコンピュータRPGと比べると少ないため、なるべく戦闘を避けるのも手であるという点も特徴。これは、TRPG版のソード・ワールドと共通する特徴である。経験点は、主に問題（ソード・ワールドをはじめ、一般的なTRPGでは、これをシナリオと呼ぶので、以降はシナリオという名詞をこの意味で用いる）を解決することによって得られるシステムになっている。

### 備考
- 武器や防具の形状や素材による性能の違いを反映できるように数値が組まれているので、ある程度の武器や防具などの知識があった方が楽しめる。
- TRPGのソード・ワールドRPGに関する知識があれば、特に説明書を読まなくともプレイできるが、そうでない場合は、数値などの関係性や特殊用語が少々ややこしいので、シミュレーションゲームのように、説明書の熟読が必要となる。
- ソード・ワールドSFC1とソード・ワールドSFC2のタイトル画面で流れるBGMには、同じ曲が使用されている。

## ソード・ワールドSFC1
『ソード・ワールドSFC』（区別のため、以降「ソード・ワールドSFC1」という表記に戻す）は、1993年8月6日に発売された。本作は、前年11月に発売されたパソコンゲームのソード・ワールドPCのリメイクに当たる。ソード・ワールドSFC1、ソード・ワールドPC共に、小説『死せる神の島』が原作となっていて、全体的な物語は共通している。したがって、暗黒司祭マゼール・ソグランや邪神ミルリーフとの戦いへと話が進んでゆくことになる。しかし、そこまでのルートは1つではない上に、全く関係のないシナリオの解決を行うこともある。全てのシナリオを経る（100%のクリアとなる）ためには、最低でも3回のプレイが必要である。ただし、それぞれのシナリオも解決法が1通りではないので、全ての解決法を試すためには、さらに数回のプレイを必要とする。なお、本作はソード・ワールドPCをスーパーファミコンにそのまま移植した作品ではなく、容量不足を主な理由としてソード・ワールドPCにおいては削ってしまったシナリオを拾って、スーパーファミコンに適するようにアレンジし、全体の物語が再構成されている。

### ゲームシステム
TRPGのソード・ワールドのシステムによって、ゲームが進行する。（詳しくは、「ソード・ワールドRPG」を参照）ただし、使用されているルールは、ソード・ワールドRPGと、ソード・ワールドRPG上級ルール分冊1追加ルールおよび追加魔法及び、ソード・ワールドRPG上級ルール分冊2追加モンスターとをベースとしたものである。
しかし、最大レベルが5に制限されていたり、能力値（器用度、敏捷度、知力、筋力、生命力、精神力）の上限が50に制限されていたり、使用できる魔法に制約があったり（逆に、強力なアイテムのおかげで使いやすくなっていたり）、モンスターの特殊能力に違いがあったり（例えば、鉄を錆びさせる能力などが存在しないなど）、鍵開けなどが無制限に行えたり、使用できる武器や鎧に制約があったりする（種類が少なくっている）など、違いも存在する。また、TRPGではモンスターなどと入り乱れて戦う時に矢などの飛び道具を後ろから撃ち込むと、味方にも当たりかねないため、常識としてそのような時には飛び道具を使用しないものだが、ソード・ワールドSFC1では味方に当たる可能性は無視されている。射線に存在する障害物に当たると攻撃が無効になってしまったり、射程に制限が存在するとは言え、比較的飛び道具が使いやすいシステムとなっている。

### 移植版
| No. | タイトル            | 発売日        | 対応機種 | 開発元   | 発売元             | メディア                       | 備考 |
| --- | ------------------- | ------------- | -------- | -------- | ------------------ | ------------------------------ | ---- |
| 1   | ソード・ワールドSFC | 2023年1月31日 | Windows  | T&E SOFT | D4エンタープライズ | ダウンロード (プロジェクトEGG) |      |

### 制作者
- 原作
  - Hitoshi YASUDA （安田 均）
  - Ryo MIZUNO （水野 良）
- 脚本
  - Kaeko SHIMOMURA （下村 家惠子）
- Director
  - Tadashi NAKATSUJI
- Main Programer
  - Mitsuto NAGASHIMA
- 作曲
  - Yumi KINOSHITA
  - Yusaburo SHIMOJYO
  - Shigekazu KAMAKI
  - Yoshiya TAKAYAMA
  - Daisuke Emura

### 作中の登場人物のその後
エリディン - 新たな宿を開く。
ガラード - オランの北西のエストン山脈にある故郷のトルガ村に戻り戦士として暮らす。
シラルム - さらに旅を続ける。
バード - 冒険者の後進の育成に当たる。
バラム - マイリー神殿の神官として神に仕える。
ファーザム - マーファ神殿にて自身の力の活かし方を探す。
プラム - グラスランナーながら学問を志す。
ルークス - 盗賊ギルドの調停役を目指す。

### 関連作品
『ソードワールドSFC COMIC 漆黒のカース』
白石琴似による漫画化作品。マル勝スーパーファミコンにて連載され、後に単行本として刊行された。全1巻。
『異界への門』
ソード・ワールドSFC1で使われたシナリオの一部を、TRPG版のソード・ワールドとして遊べるようにしたシナリオ集。ただし、一般にコンピュータRPGとTRPGとを比較すると、TRPGの方が自由度が高く、シナリオの分岐などが多くなりがちである。したがって、ソード・ワールドSFC1のシナリオと、本作（異界への門）に収録されているシナリオとには、その詳細部分において異なる箇所が多数存在する。
『ソード・ワールドSFC・PC全シナリオ100本集』
角川書店より1993年に発売された、TRPG版のソード・ワールド用のシナリオ集。ソード・ワールドPCやソード・ワールドSFC1には収録されていないシナリオも収録されている。

## ソード・ワールドSFC2
『ソード・ワールドSFC2 いにしえの巨人伝説』（以降、再び「ソード・ワールドSFC2」と略す。）は、1994年7月15日に発売された。前作の舞台だったアレクラスト大陸東の国オランからアレクラスト大陸の西端の村パルマーを繋ぐ「自由人の街道」を旅するロードムービー形式のシナリオであり、旅の中で様々な事件に遭遇する。小説『自由人の歎き』は、このゲームのメインシナリオを小説化したものである。
前作と違い、シナリオはほぼ一本道だが、ゲーム最後のプレイヤー選択によって2種類の結末に分岐するマルチエンディングである。なお、ゲストキャラとして『ソード・ワールドRPGリプレイ第1部』のスチャラカ冒険隊のメンバーも登場する。

### ゲームシステム
基本的なシステムは前作と同じである。TRPG版とは違いがあるのも同様。最大レベルが前作の5レベルから、TRPG版の上限である10まで引き上げられ、使用できる魔法も増えている。
本作の特徴的なシステムとして、メッセージ表示スピードやキャラクターの移動速度といったオプション設定をシナリオに盛り込んだ箇所が存在する点が挙げられる。例えば「ゆっくり喋れ」「（崖を）ゆっくり登れ」と言われた箇所では、オプション設定を変更しなければいけない（移動速度が速い状態では、十字キーによる移動をゆっくりにしても障害をクリアできない）。

### ダイスについて
TPRGでは、しばしばダイス（サイコロ）が使用される。ソード・ワールドRPGは正六面体のダイスを1人当り2つずつ用いるが、ソード・ワールドSFC2では、このダイスの出目を表示させることもできるようになった。

### 移植版
| No. | タイトル                                | 発売日        | 対応機種 | 開発元   | 発売元             | メディア                       | 備考 |
| --- | --------------------------------------- | ------------- | -------- | -------- | ------------------ | ------------------------------ | ---- |
| 1   | ソード・ワールドSFC2 いにしえの巨人伝説 | 2023年2月28日 | Windows  | T&E SOFT | D4エンタープライズ | ダウンロード (プロジェクトEGG) |      |